# George O'Hara
George O'Hara (22 de febrero de 1899 – 16 de octubre de 1966) fue un actor y guionista cinematográfico de nacionalidad estadounidense, activo principalmente durante la época del cine mudo.

## Biografía
Su verdadero nombre era George Bolger, y nació en la ciudad de Nueva York. Criado en Hollywood, California, O'Hara inició su carrera como actor bajo contrato con el director Mack Sennett, quien observó en el joven intérprete cualidades que le convertían en un potencial ídolo de la pantalla. Así, Sennett le eligió para actuar en el exitoso film romántico de 1920 Love, Honor, and Behave, acompañando a la popular actriz Marie Prevost.
En 1921 O'Hara empezó a probar el trabajo tras la cámara bajo la tutela de Sennett. De ese modo, apareció como productor asociado en la cinta de Ben Turpin A Small Town Idol, trabajando a partir de entonces, y a lo largo de la década de 1920, como guionista a la vez que proseguía su actividad interpretativa.
George O'Hara se hizo más popular entre el público cuando protagonizó seriales de aventuras de los años veinte, como fue el caso de The Pacemakers y Casey of the Coast Guard. En su serial de mayor fama, Fighting Blood, O'Hara interpretaba a un boxeador, un papel para el cual estaba bien adaptado, ya que en su tiempo libre fue boxeador aficionado con un cierto éxito.
Como actor, a lo largo de la década de 1920 O’Hara trabajó en diferentes producciones de fama, entre ellas la adaptación interpretada por John Barrymore y Dolores Costello de la obra Moby-Dick, The Sea Beast, en la cual encarnaba a un hermanastro de Barrymore.
Sin embargo, con la llegada del cine sonoro los estudios cinematográficos empezaron a promocionar a una nueva hornada de actores, con lo cual muchos de los intérpretes de la época muda, entre ellos O'Hara, cada vez tuvieron más dificultades para encontrar trabajo. Así, en los inicios de la década de 1930 O'Hara se encontró con un prematuro retiro aunque intentó reconstruir su carrera interpretando pequeños papeles, destacando el que llevó a cabo en la película dirigida en 1940 por John Ford The Grapes of Wrath, adaptación de la novela de  John Steinbeck.
O'Hara nunca llegó a recuperar el enorme éxito conseguido en sus inicios, por lo que en sus últimos años hubo de trabajar como extra en papeles que casi nunca aparecían en los créditos. George O'Hara falleció a causa de un cáncer en Los Ángeles, California, en 1966.